# مقصدهای پروازی جرمنیا
بنا بر داده‌های دسامبر ۲۰۱۵ میلادی، مقصدهای پروازی جرمنیا (شرکت هواپیمایی) به شرح زیر است.

## مقصدهای پروازی

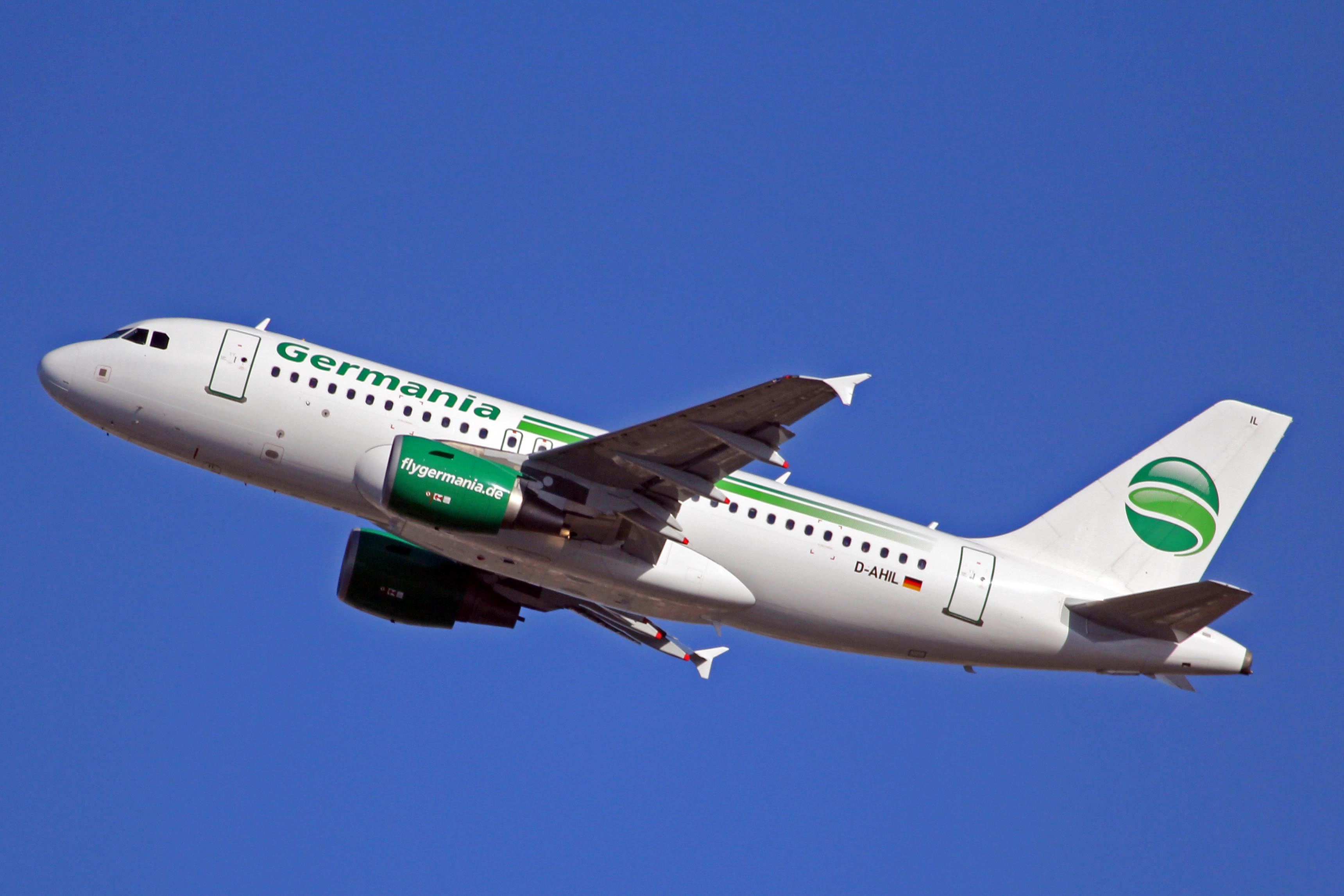
یک فروند خانواده ایرباس ای۳۲۰ جرمنیا.

| [قطب]     | قطب شرکت هواپیمایی    |
| [تابستان] | پروازهای فصلی تابستان |
| [زمستان]  | پروازهای فصلی زمستان  |
| [کرایه]   | پروازهای کرایه‌ای      |